# Каррьер, Сергей Аркадьевич
Серге́й Арка́дьевич де-Каррье́р (1854—1919) — черниговский вице-губернатор в 1893—1894 гг., гласный Санкт-Петербургской городской думы, гофмейстер.

## Биография
Православный. Из потомственных дворян Херсонской губернии. Сын коллежского асессора Аркадия Петровича де-Каррьера и Леониды Владимировны Эрдели; внук Петра Петровича де-Карриера (Pierre de Carrier), отставного ротмистра Глуховского кирасирского полка «из французских эмигрантов», и Марии Лазаревны Серезлиевой, дочери командира Чёрного сербского гусарского полка, пограничного комиссара в Новороссии Л. А. Серезлия, македонца на русской службе. Землевладелец Шлиссельбургского уезда Санкт-Петербургской губернии.
Окончил Катковский лицей (1873) и юридический факультет Императорского Московского университета (1878).
По окончании университета поступил юнкером в лейб-гвардии Драгунский полк. В 1879 году выдержал офицерский экзамен и был переведен портупей-юнкером в Кавалергардский полк, а 21 апреля 1880 года — произведён корнетом.
В 1883 году вышел в запас по гвардейской кавалерии и поступил на службу в Министерство внутренних дел, где был определён помощником делопроизводителя в комиссию графа Палена по еврейскому вопросу. В 1885 году был назначен чиновником особых поручений при министре внутренних дел, в каковой должности пробыл восемь лет. В это время командировался на австрийскую границу для собрания сведений о её переходе разными лицами (1886), а также в Западную и Восточную Сибирь для ознакомления с условиями жизни ссыльных и расследования причин беспорядков между ними (1888).
Занимался общественной деятельностью в родной губернии. Состоял гласным Херсонского губернского земского собрания (1883—1886) и почётным мировым судьей Елисаветградского уезда (1883—1892).
Чины: действительный статский советник (1896), камергер (1900), гофмейстер (1904).
30 января 1893 года был назначен черниговским вице-губернатором. В следующем году перешел в Ведомство учреждений императрицы Марии старшим чиновником, а в 1897 году был назначен чиновником особых поручений IV класса при Главноуправляющем ведомством. Был представителем ведомства на Всемирной выставке 1900 года в Париже. В 1901 году был назначен помощником попечителя Николаевской детской больницы, а в 1904 — попечителем дома призрения императрицы Александры Федоровны. С 1906 года состоял почетным опекуном Санкт-Петербургского присутствия Опекунского совета учреждений императрицы Марии.
В 1904 году был избран гласным Санкт-Петербургской городской думы и гласным губернского земского собрания от города Петербурга. Кроме того, состоял попечителем городской Александровской больницы и пожизненным почётным попечителем «Убежища для престарелых общества вспомоществования бывшим воспитанницам учебных заведений ведомства учреждений императрицы Марии». Убежище было устроено в принесённом им недвижимом имуществе в Санкт-Петербурге, стоимостью в 120 тысяч рублей.
Умер до 8 ноября 1919 года в Выборге.

## Имение
В 1904 году Сергей Аркадьевич де-Каррьер приобрёл в Шлиссельбургском уезде у барона Конрада Магнусовича фон Фитингоф-Шеля мызу Колтуши площадью 6960 десятин 1065 кв. саженей.
Вместе с имением Колтуши в его собственности оказался крупный дачный посёлок Ильинское, расположенный к югу от полотна Ириновской узкоколейной железной дороги, постройку которого начали прежние владельцы — братья Алексей и Афиноген Алексеевичи Ильины.
К 1914 году во владении де Каррьера от имения Колтуши осталось 6303 десятины, однако Сергей Аркадьевич сумел расширить дачный посёлок Ильинское более чем в два раза, дал литературные названия улицам и проспектам, построил в посёлке лесопильный завод, православную часовню, контору по продаже земли и продолжил активно застраивать территорию.
В посёлке находилась усадьба потомственного дворянина, председателя правления Колтушского сельскохозяйственного общества, Евгения Александровича Гагемейстера, действовала богадельня под названием «Общество содействия трудоустройства посёлка Ильинскаго», увеселением публики занимался летний театр.
По представлению де-Каррьера для удобства дачников в 1913 году на Ириновской железной дороге была открыта платформа Радостная. Посёлок Ильинское сформировал современный одноэтажный облик микрорайонов города Всеволожска — Мельничный Ручей и Ильинский.

## Семья
С 1882 года был женат на дочери статского советника Марии Александровне Трофимовой (1858—1942), скончавшейся в эмиграции в Русском доме Сент-Женевьев-де-Буа. Их дочери:
- Мария (1886—1946), в эмиграции во Франции. Скончалась в Русском доме Сент-Женевьев-де-Буа.
- Ольга (1894—?)

## Награды
- Орден Святого Станислава 1-й ст. (1902)
- Орден Святой Анны 1-й ст. (1906)
- Орден Святого Владимира 2-й ст. (1909)
- Орден Белого Орла (1913)

иностранные:
- французский знак Академических пальм, офицер (1898)
- французский орден Почетного легиона, командорский крест (1901)